# Girolamo Solari
Girolamo Solari (fl. XX secolo) è stato un calciatore italiano, di ruolo difensore.

## Carriera
Nel 1924 lo Spezia lo acquista dalla Virtus, facendogli giocare 3 partite in Prima Divisione (la massima serie dell'epoca) nella stagione 1924-1925; fece il suo esordio nella partita persa per 5-2 sul campo dell'Inter.